# Phare de Bugui Point
Le phare de Bugui Point est un phare historique situé sur Bugui Point dans la ville d'Aroroy, sur la pointe nord de l'île de Masbate, l'une des îles de l'archipel de la province de Masbate, aux Philippines.
Ce phare géré par le Maritime Safety Services Command (MSSC) , service de la Garde côtière des Philippines (Philippine Coast Guard ).

## Histoire
La construction de ce phare commença en octobre 1893, mais les travaux arrêtèrent en novembre 1896 avec le début de la révolution philippine. La construction du phare a été poursuivie par les américains en 1902 et a été mis en service le 1er 1902.
Ce phare éclaire l'entrée du chenal entre les îles Burias et Masbate, et le chenal entre les îles Burias et les îles Ticao menant au détroit de San-Bernardino.

## Description
Ce premier phare, d'architecture de style victorien, était construit en maçonnerie avec des pierres taillées de corail en conformité avec la géologie de l'endroit. Il possède une galerie et une lanterne au dôme métallique. Il est érigé à côté d'un grand bâtiment technique d'un seul étage.
Compte tenu de sa valeur historique et du fait qu'il est situé dans l'un des points les plus importants et les plus beaux de la région et de l'archipel il n'est plus entretenu et en état de délabrement depuis sa mise en inactivité.
Le second phare, construit juste derrière, est une tour cylindrique blanche de 15 m de haut avec un sommet évasé supportant la lumière.
Ce phare récent émet, à une hauteur focale de 66 m, trois éclats blancs toutes les 10 secondes. Sa portée est de 22 milles marins (environ 40 km).
Identifiant : ARLHS : PHI-070 ; PCG-.... - Amirauté : F2510 - NGA : 14600 .
|                                 |
| Localisation d'Aroroy (Masbate) |

### Lien connexe
- Liste des phares aux Philippines